# Neomochtherus analis
Neomochtherus analis är en tvåvingeart som först beskrevs av Macquart 1838.  Neomochtherus analis ingår i släktet Neomochtherus och familjen rovflugor.
Artens utbredningsområde är Grekland. Inga underarter finns listade i Catalogue of Life.